# Roman Pacholjuk
Roman Vasyl'ovyč Pacholjuk (in ucraino Роман Васильович Пахолюк?; Kornin, 3 ottobre 1979) è un ex calciatore ucraino, di ruolo attaccante.

## Carriera
Ha giocato nella prima divisione dei campionati ucraino e kazako.

## Palmarès

### Individuale
- Capocannoniere della Perša Liha: 1

2004-2005 (16 reti)